# Svemir u orahovoj ljusci
Svemir u orahovoj ljusci knjiga je iz područja teorije fizike, autora Stephena Hawkinga. U knjizi Hawking objašnjava različite pojmove vezane za njegov posao na sveučilištu Cambridge, kao što su Gödelovi teoremi nepotpunosti te P-membrane (teorija kvantne mehanike).
Svemir u orahovoj ljusci dobitnik je Aventis nagrade za najbolju znanstvenu knjigu 2002. godine. 

## Sadržaj
1. Kratka povijest relativnosti
2. Oblik vremena
3. Svemir u orahovoj ljusci
4. Predviđanje budućnosti
5. Zaštita prošlosti
6. Naša budućnost? Zvjezdane staze ili ne?
7. Branski novi svijet